# جهاز نخامي بوابي
الجهاز النخامي البوابي (بالإنجليزية: Hypophyseal portal system)‏ هو عبارة عن مجموعة من الاوعية الدموية في الدماغ والتي تربط منطقة ما تحت المهاد مع الغدة النخامية الامامية. وتتمثل مهمتها الرئيسية في نقل وتبادل الهرمونات للسماح بالتواصل السريع بين كلا الغدتين. الشكل المُنوفذ للشعيرات الدموية في الجهاز النخامي البوابي يسهل التبادل السريع للمواد ما بين منطقة تحت المهاد و الغدة النخامية، بكمية صغيرة فقط من الهرمونات اللازمة من الممكن تحفيز تأثير دقيق في الأجهزة المستهدفة من الجسم.

## آلية العمل
يتم نقل الببتيدات التي تنبعث من قرب البارزة الناصفة من نواة تحت المهاد إلى الغدة النخامية الامامية ، حيث المكان الذي تنشر فيه تأثيراتها. الفروع المتفرعة من الشريان السباتي الداخلي توفر التغذية الدموية إلى الغدة النخامية. الشرايين العلوية النخامية تُشكِّل شبكة الشعيرات الدموية الأولية التي تغذي البارزة الناصفة بالدم، من مجموعة الشعيرات الدموية هذه يتم تصريف الدم في الوريد البوابي النخامي إلى شبكة الشعيرات الدموية الثانية. الببتيدات الصادرة من البارزة الناصفة تدخل مجموعة الشعيرات الدموية الأولية ومن هناك تنتقل إلى الغدة النخامية الأمامية عبر الوريد البوابي النخامي إلى مجموعة الشعيرات الدموية الثانية. مجموعة الشعيرات الدموية الثانية عبارة عن شبكة من الشعيرات الدموية المنوفذة الجيبية زالتي توفر الدم للغد النخامية الأمامية. خلايا النخامية الأمامية تفرز مستقبل مقترن بالبروتين ج والذي يرتبط بدوره بالببتيد العصبي، ويفعل سلسة نظام المرسال الثانوي والذي يؤدي إلى إفراز هرمونات الغدة النخامية الأمامية.

## التشريح
تمت دراسة تدفق الدم واتجاه التدفق في الجهاز النخامي البوابي على مدى عدة سنوات على عينات من جيفة الإنسان بأساليب مختلفة من الحقن. وقد أظهرت نتائج هذه الدراسات إلى أن السويقة النخامية العصبية تتلقى الدم الشرياني من النتوءات القمعية الصاعدة والنازلة، والقادمة من مجموعة الشرايين النخامية العلوية. الأوعية الدموية الصاعدة نشأت من التفاغر الذي يربط الشريان العلوي بالشريان السفلي من مجموعة الشرايين النخامية، وأيضا يغذي الأوعية النخامية بالدم. معظم هذه التفرعات تخترق الأنسجة العصبية لتتجزأ إلى شعيرات دموية أصغر لتقوم بتبادل الهرمون بشكل سريع.

## الأهمية السريرية
الإفراط الوظيفي أو النقص أو عدم اكتمال كلاً من منطقة ماتحت المهاد أو الغدة النخامية له تأثير سلبي على قدرة الجهاز النخامي البوابي بالقيام بتبادل الهرمونات بشكل صحيح. وهذا له تأثير كبير على باقي الغدد المستهدفة في الجسم من أجل تنفيذ المهام بالشكل الصحيح. انسداد الأوعية والمشاكل الأخرى لتي قد تصيب الأوعية الدموية الخاصة بالجهاز النخامي اليوابي يمكن أيضا أن يسبب مضاعفات في تبادل الهرمونات بين تحت المهاد والغدة النخامية.